# Paul Louis Séraphin Jenoudet
Paul Louis Séraphin Jenoudet, né le 21 mars 1853 à Lyon, et mort le 24 juin 1886 à Paris, est un peintre français.

## Biographie
Paul Louis Séraphin Jenoudet est le fils de Jean Séraphin Jenoudet, négociant, et de Marguerite Seigneret.
Élève de Félix-Auguste Clément aux beaux-arts de Lyon, puis de Jules Lefebvre et de Gustave Boulanger aux beaux-Arts de Paris, il expose au Salon à partir de 1878.
Peintre de genre et de portraits, il obtient une mention honorable en 1881, il concourt pour le prix de Rome en 1882 et propose au Salon de 1883 Novembre, qui lui vaut une médaille de troisième classe.
Il meurt célibataire à Paris, à l'âge de 33 ans. Il est inhumé au cimetière ancien de la Guillotière à Lyon.

## Œuvres dans les collections publiques
- Calais, Musée des Beaux-Arts : Novembre (médaille de 3e classe au Salon de 1883)[7],[8]

## Œuvres exposées aux Salons parisiens
- Portrait de Mlle M. R., au Salon de 1878
- Portrait de Mme J., au Salon de 1879
- Portrait de M. B., au Salon de 1881
- Portrait de M. D., au Salon de 1881
- Portrait de M., au Salon de 1882
- Novembre, au Salon de 1883
- Portrait de Mme B., au Salon de 1884
- Cyanée, au Salon de 1884
- Judith songe à délivrer Béthulie, au Salon de 1885
- Portrait de Mme Rosine Laborde, au Salon de 1885
- Vieux souvenirs, au Salon de 1886